# Ziekte van Gaucher
De ziekte van Gaucher (koosjee) is een zeldzame recessief erfelijke stofwisselingsziekte die behoort tot de groep lysosomale stapelingsziekten. Bij de ziekte van Gaucher leidt een defect in het enzym glucocerebrosidase tot stapeling van glucocerebrosiden, een product van de vetstofwisseling. De ziekte is genoemd naar de Franse arts Philippe Gaucher die de ziekte in 1882 beschreef.
De aandoening geeft een bruinachtige verkleuring van de huid en vergroting van lever en milt. Wanneer de glucocerebrosiden stapelen in de ogen ontstaan pingueculae, gele vlekken. Pijn in de benen kan veroorzaakt zijn door stapeling in het beenmerg.
Wanneer de hepatosplenomegalie niet prominent aanwezig is duurt het vaak lang voordat de juiste diagnose wordt gesteld. Vroege diagnose is van belang om irreversibele schade, voornamelijk aan het skelet, te kunnen voorkomen. Aangezien de ziekte van Gaucher autosomaal recessief overerft is het aannemelijk dat eventuele broers en zussen ook zijn aangedaan. 
De ziekte van Gaucher is te herleiden tot een fout in chromosoom 1 van het menselijk genoom.

## Klinisch beeld

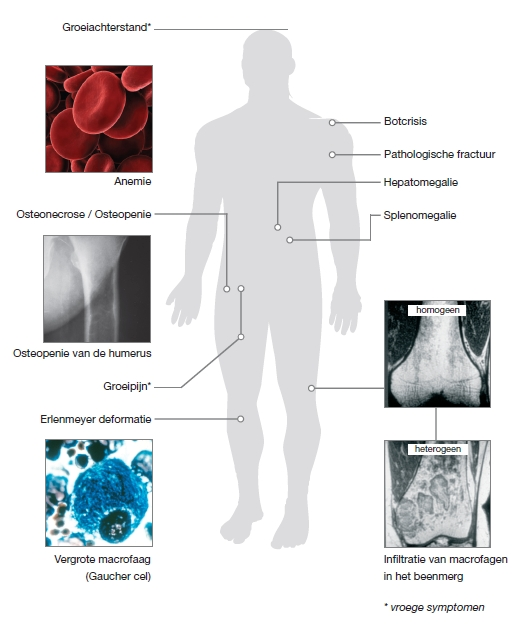
Vroege en latere symptomen die kunnen optreden bij de ziekte van Gaucher

De eerste symptomen van de ziekte van Gaucher zijn vaak aspecifiek. Terugkerende atypische botpijn en bloedingsneiging zijn meestal de eerste aanwijzingen. Vaak wordt tegen die tijd een vergrote milt ontdekt. Bij aanwezigheid van één of meer van onderstaande symptomen zou de ziekte van Gaucher in de differentiaaldiagnose opgenomen moeten worden.

### Vroege symptomen
- Botpijn / botcrisis
- Groeiachterstand
- Pijn in de milt bij het sporten
- Hepatomegalie
- Splenomegalie
- Algehele vermoeidheid

### Skeletafwijkingen
- Infiltratie van het beenmerg (op MRI)
- Osteopenie
- Osteonecrose
- Erlenmyer deformatie
- Avasculaire necrose

### Bloedafwijkingen
- Anemie
- Trombocytopenie
- Leukopenie

### Beenmergpunctie / aspiraat
- Vergrote macrofagen (gauchercellen)

### Latere symptomen
Als de ziekte van Gaucher niet tijdig wordt behandeld kunnen er uitgebreide en irreversibele skeletproblemen ontstaan. Deze ontstaan door progressieve infiltratie van ‘gauchercellen’ in het beenmerg en kunnen zich bijvoorbeeld uiten in pijn en pathologische fracturen.

## Diagnose
Het is soms moeilijk om snel een diagnose van de ziekte van Gaucher te stellen. De symptomen zijn niet bijzonder specifiek en de ziekte is zeldzaam. Omdat de ziekte progressieve, onherstelbare schade veroorzaakt en er een behandeling voorhanden is, is het van belang tijdig de correcte diagnose te stellen. Algemeen bloedonderzoek toont vaak, maar niet altijd, anemie, trombopenie en/of leukopenie. In een biopt van het beenmerg kunnen gauchercellen worden waargenomen. Meting van de enzymactiviteit, waarbij glucocerebrosidase wordt gemeten in leukocyten of fibroblasten, is een specifieke en definitieve test.
Andere aandoeningen die dienen te worden uitgesloten:
- Leukemie, lymfoom
- Multipel myeloom
- Bottumoren
- Ziekte van Perthes
- Groeipijn
- Sikkelcelanemie

## Behandeling

### Enzymvervangende therapie
De ziekte van Gaucher is lang een onbehandelbare ziekte geweest, waarvoor alleen ondersteunende maatregelen mogelijk waren. Sinds 1997 is een zogenaamde 'enzymvervangingstherapie' (enzyme replacement therapy, ERT) beschikbaar. Het idee achter deze therapie is de ziekte te behandelen door het intraveneus toedienen van het enzym dat de patiënten zelf niet of in onvoldoende mate aanmaken. Dit enzym wordt geproduceerd in bioreactoren waarin een productiecellijn wordt gekweekt die met behulp van recombinant-DNA-technologie speciaal voor dit doeleinde is ontwikkeld.
Er zijn weesgeneesmiddelen  op de markt ten behoeve van enzymvervangingstherapie voor ziekte van Gaucher waarmee de lever en miltvergrotingen sterk afnemen. Ook verschijnselen als skeletafwijkingen worden gereduceerd. Er hangt een stevig prijskaartje aan de gebruikte middelen velaglucerase alfa en taliglucerase alfa (Elelyso): afhankelijk van de gebruikte dosering tot 200.000 euro per jaar, levenslang.